# Johannes Schuyler
Johannes Schuyler (Albany, 15 ottobre 1668 – Albany, 5 novembre 1747) è stato un politico statunitense.

## Biografia
Johannes Schuyler era il figlio di Philip Pieterse Schuyler, e di sua moglie, Margarita Van Slichtenhorst. Suo padre era un proprietario terriero di origine nonché il capostipite della famiglia Schuyler.

## Carriera
Numerosi governatori inglesi lo usavano come inviato per gli irochesi. Nel 1724, il tenente governatore William Dummer del Massachusetts lo nominò commissario per negoziare con gli irochesi. Visitò di nuovo il Canada nel 1713 e di nuovo nel 1725.
Successivamente, divenne ben noto e ricco come commerciante e operatore per il trasporto fluviale. Nel 1703 fu nominato sindaco di Albany, New York, prestando servizio fino al 1706, e successivamente come membro dell'assemblea provinciale. Servì anche come giudice di pace, consigliere comunale e tenente di cavalleria.

## Matrimonio
Nel 1695, si sposò con Elizabeth Staats (1647–1737), figlia di Abraham Staats e vedova di Johannes Wendell. Ebbero quattro figli:
- Philip Johannes Schuyler (1695–1745)[10];
- Johannes Schuyler, Jr. (1697–1741), sposò Cornelia van Cortlandt[7];
- Margarita Schuyler (1701–1782), sposò Phillipus Schuyler;
- Catalyntie "Catharina" Schuyler (1704–1758), sposò Cornelis Cuyler.